# Бзюк
Бзюк (Бзиюк, адыг. Бзиикъо) — река в России, протекает по Краснодарскому краю и Республике Адыгее. Правый приток Шебша. Длина реки составляет 31 км, площадь водосборного бассейна — 60,1 км².
Название реки происходит от адыг. къо — «балка»; этимология первой части гидронима точно неизвестна, возможно от адыг. бзыи — «яркий» или убых. бзий — «стебель».

## Данные водного реестра
По данным государственного водного реестра России относится к Кубанскому бассейновому округу, водохозяйственный участок реки — Кубань от Краснодарского гидроузла до впадения реки Афипс. Речной бассейн реки — Кубань.
Код объекта в государственном водном реестре — 06020001412108100005551.